# جيري ميلر
جيري ميلر (بالإنجليزية: Jerry Miller)‏ هو مغني أمريكي، ولد في 10 يوليو 1943 في تاكوما في الولايات المتحدة.

## وصلات خارجية
- الموقع الرسمي
- جيري ميلر على موقع IMDb (الإنجليزية)
- جيري ميلر على موقع ميوزك برينز (الإنجليزية)